# Primera División 1953 (Uruguay)
Het seizoen 1953 van de Primera División was het 49e seizoen van de hoogste Uruguayaanse voetbalcompetitie. Het seizoen liep van september 1953 tot januari 1954.

## Teams
Er namen tien ploegen deel aan de Primera División tijdens het seizoen 1953. Negen ploegen wisten zich vorig seizoen te handhaven en één ploeg promoveerde vanuit de Primera B: Montevideo Wanderers FC kwam in de plaats van het gedegradeerde IA Sud América.
| Club                      | Stad       | Stadion                              | Vorig seizoen |
| ------------------------- | ---------- | ------------------------------------ | ------------- |
| Central FC                | Montevideo | Estadio Parque Palermo               | 9e            |
| CA Cerro                  | Montevideo | Parque Demetrio Arana                | 6e            |
| Danubio FC                | Montevideo | Parque Forno                         | 4e            |
| CA Defensor               | Montevideo | Parque Rodó                          | 7e            |
| Liverpool FC              | Montevideo | Estadio Belvedere                    | 8e            |
| Montevideo Wanderers FC   | Montevideo | Estadio Parque Alfredo Víctor Viera  | 1e (1ª B)     |
| Club Nacional de Football | Montevideo | Estadio Centenario                   | 1e            |
| CA Peñarol                | Montevideo | Estadio Centenario                   | 2e            |
| Rampla Juniors FC         | Montevideo | Parque Nelson                        | 3e            |
| CA River Plate            | Montevideo | Estadio Parque Federico Omar Saroldi | 5e            |

## Competitie-opzet
Alle clubs speelden tweemaal tegen elkaar. De ploeg met de meeste punten werd kampioen. De ploeg die laatste werd degradeerde naar de Primera B.

### Kwalificatie voor internationale toernooien
Er was dit seizoen geen internationale competitie waar Uruguayaanse ploegen zich voor konden kwalificeren. Wel organiseerden Club Nacional de Football en CA Peñarol na afloop van de competitie een eigen internationaal toernooi, de Copa Montevideo, waarvoor ook zes buitenlandse topploegen werden uitgenodigd. De eerste editie van de Copa Montevideo had in januari en februari 1953 plaatsgevonden: Nacional werd ongeslagen winnaar van het toernooi.

### Torneo Competencia en Torneo de Honor
Voorafgaand aan het seizoen werd het Torneo Competencia gespeeld tussen de ploegen in de Primera División, aangevuld met twee ploegen uit de Primera B. Dit toernooi werd gewonnen door CA Peñarol. Ook werd er gestreden om het Torneo de Honor. Deze prijs werd uitgereikt aan de ploeg die het beste presteerde in het Torneo Competencia en in de eerste seizoenshelft van de Primera División.
In totaal speelden de ploegen in de hoogste klasse dit seizoen driemaal tegen elkaar. De eerste ontmoeting telde mee voor het Torneo Competencia en het Torneo de Honor, de tweede ontmoeting voor de Primera División en het Torneo de Honor en de laatste ontmoeting enkel voor de Primera División.

### Eerste seizoenshelft
Er was geen enkele ploeg die hun eerste twee wedstrijden allebei wist te winnen. Vier ploegen (CA Defensor, Liverpool FC, Club Nacional de Football en CA Peñarol) deelden de leiding met drie punten. Twee wedstrijden later was Peñarol nog de enige koploper met drie overwinningen en een gelijkspel. Ook in de vijfde, zesde en zevende speelronde behaalde Peñarol een overwinning. Ze hadden nu twee punten meer dan Nacional en drie punten meer dan Rampla Juniors FC. De overige ploegen stonden al op minimaal zeven punten achterstand.
De Clásico tussen Peñarol en Nacional werd gespeeld op 25 oktober. Koploper Peñarol won deze wedstrijd met ruime cijfers: 5–0. Het was de grootste marge tussen beide ploegen sinds 1941 en de grootste overwinning van Peñarol op de Tricolores tot dan toe (pas in 2013/14 zouden ze weer met vijf doelpunten verschil winnen van Nacional). Dankzij deze overwinning kroonde Peñarol zich ook tot winnaar van het Torneo de Honor voor de vijfde keer op rij.
In de slotronde van eerste seizoenhelft deelden Nacional en Rampla Juniors de punten. Omdat Peñarol wel van Montevideo Wanderers FC won vergrootten ze hun voorsprong in het klassement. Halverwege de competitie hadden ze vijf punten meer dan Nacional en zes meer dan Rampla Juniors. CA River Plate stond op de vierde plaats met acht punten achterstand. Hekkensluiter was Central FC: behalve een overwinning op CA Cerro hadden ze alleen maar nederlagen geleden. Hun achterstand op de een-na-laatste in de competitie (Danubio FC) bedroeg zeven punten.

### Tweede seizoenshelft
In de eerste drie wedstrijden van de terugronde leed Nacional tweemaal puntverlies, waardoor Peñarol hun voorsprong kon uitbreiden. Nacional bleef vervolgens wel in het spoor door Defensor en Liverpool te verslaan, maar de achterstand was al opgelopen tot zeven punten. Hierdoor kon Peñarol reeds in de vijftiende speelronde zich verzekeren van de landstitel. Dankzij een 2–0 zege op Defensor behaalden de Aurinegros hun negentiende landstitel, met nog drie wedstrijden te spelen. 
Een remise was zelfs genoeg geweest om kampioen te worden, omdat Nacional gelijkspeelde tegen rode lantaarn Central. Voor de Palermitanos was het kalf echter al verdronken: enkel bij een overwinning op Nacional in combinatie met een verliespartij van Cerro op Danubio hadden ze nog een kans gehad op handhaving.
In de laatste drie speelrondes stond voor Peñarol enkel hun ongeslagen status nog op het spel. Na een zege op Danubio troffen ze op 3 januari 1954 rivaal Nacional. Deze wedstrijd ging met 2–1 verloren, waarmee Nacional zich tevens verzekerde van de tweede plaats. Met een overwinning op Cerro bevestigde Rampla Juniors hun derde plaats. Hiermee bestond de top-drie uit dezelfde ploegen als de vorige vier jaren.
Degradant Central eindigde hun seizoen in mineur door de laatste twee wedstrijden te verliezen. Ze behaalden uiteindelijk twee zeges en twee gelijke spelen in het seizoen. Pas in 1962 zouden ze weer terugkeren op het hoogste niveau.

### Eindstand
|     | Club                      | Sp. | W  | G | V  | Pnt. | DV | DT | DS  |
| --- | ------------------------- | --- | -- | - | -- | ---- | -- | -- | --- |
| 01. | CA Peñarol                | 18  | 15 | 2 | 1  | 32   | 59 | 13 | +46 |
| 2.  | Club Nacional de Football | 18  | 9  | 7 | 2  | 25   | 34 | 21 | +13 |
| 3.  | Rampla Juniors FC         | 18  | 9  | 4 | 5  | 22   | 30 | 21 | +9  |
| 4.  | CA River Plate            | 18  | 7  | 5 | 6  | 19   | 28 | 31 | –3  |
| 5.  | CA Defensor               | 18  | 6  | 6 | 6  | 18   | 32 | 34 | –2  |
| 6.  | Danubio FC                | 18  | 5  | 6 | 7  | 16   | 25 | 25 | 0   |
| 7.  | Liverpool FC              | 18  | 5  | 5 | 8  | 15   | 27 | 33 | –6  |
| 8.  | Montevideo Wanderers FC   | 18  | 5  | 5 | 8  | 15   | 26 | 35 | –9  |
| 9.  | CA Cerro                  | 18  | 4  | 4 | 10 | 12   | 14 | 31 | –17 |
| 10. | Central FC                | 18  | 2  | 2 | 14 | 6    | 15 | 46 | –31 |

### Legenda
| Kleur | Kwalificatie voor              |
| ----- | ------------------------------ |
|       | Degradatie naar Primera B 1954 |

| Winnaar Primera División 1953 |
| ----------------------------- |
| CA Peñarol 19e titel          |

#### Topscorers
De Argentijn Juan Hohberg van landskampioen CA Peñarol werd met zeventien treffers topscorer van de competitie. Het was zijn tweede topscorerstitel, na 1951.
| №  | Speler       | Club       | Goals |
| -- | ------------ | ---------- | ----- |
| 1. | Juan Hohberg | CA Peñarol | 17    |